# Münster
|  | Per a altres significats, vegeu «Munster (desambiguació)». |

Münster [mínstə] (pronunciació en alemany: [mʏnstɐ]  escoltar (?·pàg.); en baix alemany: Mönster; en llatí: Monasterium, del grec μοναστήριον monastērion, «monestir») és una ciutat independent (Kreisfreie Stadt) situada a l'estat del Rin del Nord-Westfàlia, Alemanya, seu del Regierungsbezirk de Münsterland. Travessada pel riu Münstersche Aa, es troba a la part septentrional de l'estat, a mig camí entre Dortmund i Osnabrück, i es considera el centre cultural de la regió de Westfàlia.
La ciutat és la seu d'un bisbat catòlic. L'any 799, en la seva trobada amb l'emperador Carlemany, el papa Lleó III va establir la diòcesi de Münster, juntament amb la d'Osnabrück, Minden i Paderborn. I l'any 805 Sant Ludger fou consagrat a la Catedral de Colònia com a primer bisbe de Münster. Durant la Reforma Protestant hi tingué lloc una revolta anabaptista i és coneguda per ser el lloc on se signà el Pau de Westfàlia el 1648, que va cloure la Guerra dels Trenta Anys. Del 1815 al 1946 fou la capital de la província de Westfàlia de l'antic Regne de Prússia. Després de la Segona Guerra Mundial i de la reconstrucció del centre històric de la ciutat, avui dia és coneguda com la capital de la bicicleta d'Alemanya.
Münster va obtenir la condició de Großstadt (gran ciutat) quan va superar els 100.000 habitants el 1915. La seva població l'any 2017 era de 313.559 habitants, a més d'uns 61.500 estudiants, dels quals només alguns es registren a les estadístiques oficials, i que en fan una de les ciutats universitàries més grans d'Alemanya. El 2004, la ciutat va guanyar el LivCom-Award com a millor ciutat habitable del món en la seva categoria.

## Història

### Història primerenca
En 793, Carlemany va enviar Ludger a Münsterland com a missioner per a evangelitzar-lo. El 797, Ludger va fundar una escola que més tard es convertiria en l'Escola de la Catedral. El Gymnasium Paulinum remunta la seva història a aquesta escola. Ludger va ser ordenat com el primer bisbe de Münster. La primera catedral va ser completada el 850. La combinació d'un gual i una cruïlla de camins, un mercat, un centre administratiu episcopal, una biblioteca i una escola, van fer de Münster un centre important. El 1040, Enric III es va convertir en el primer rei alemany a visitar Münster.

### Edat mitjana i edat moderna primerenca

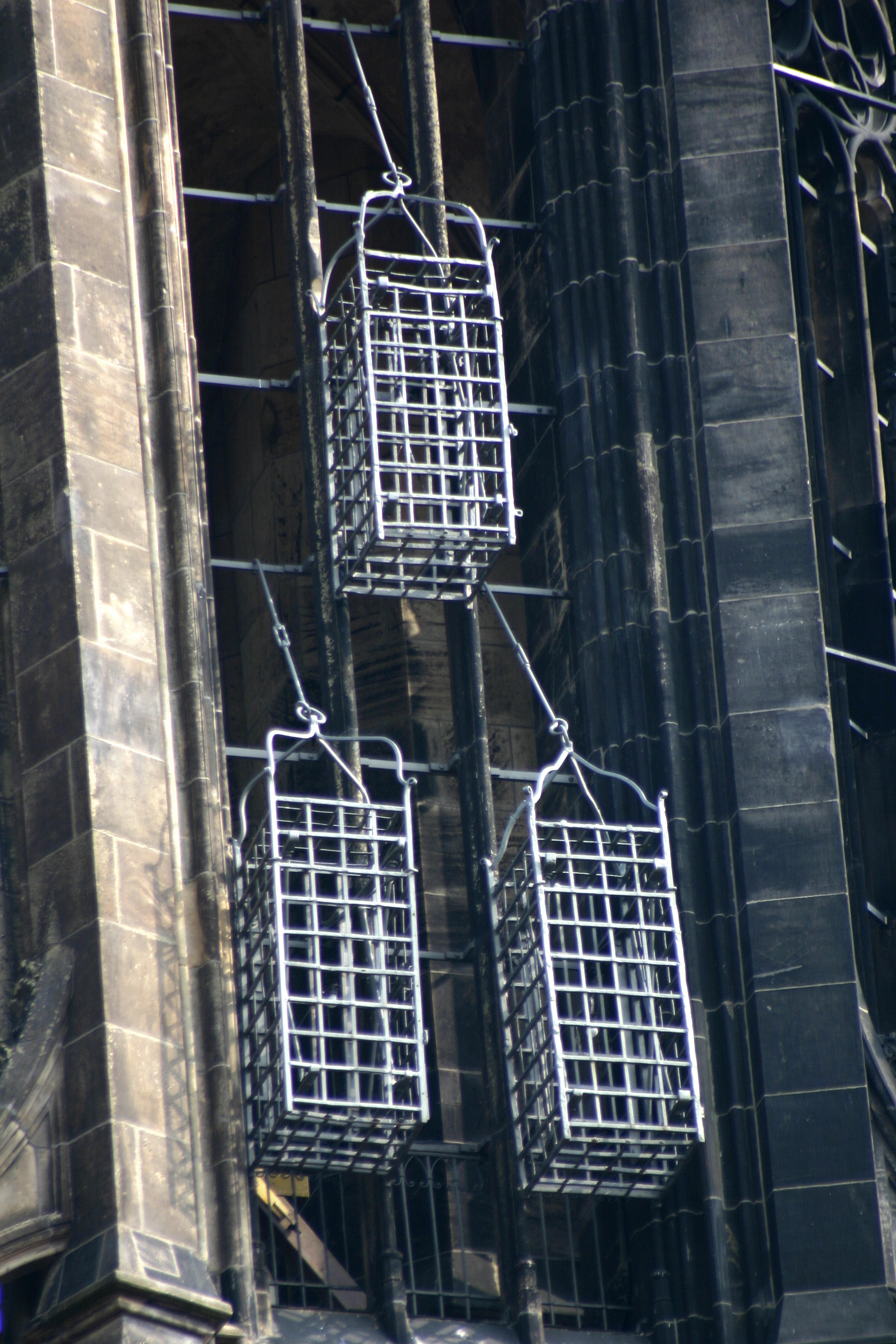
Les cistelles dels anabaptistes a la torre de Sant Lambert

A l'edat mitjana, el príncipat-bisbat de Münster va ser un dels membres principals de la Lliga Hanseàtica.
El 1534, els anabaptistes encapçalats per Joan de Leiden van obtenir el poder durant la Revolta de Münster i van fundar un estat proto-socialista democràtic. Es van apropiar de tots els béns, van cremar tots els llibres excepte la Bíblia i van anomenar la ciutat amb el nom de «Nova Jerusalem». Joan de Leiden es pensava que dirigiria l'elegit de Münster a apoderar-se del món sencer i purificar-lo del mal amb l'espasa en preparació per a la Segona Vinguda de Crist i l'inici del Mil·lenni. Van arribar a exigir que tots els ciutadans romanguessin nus com a preparació per a la Segona Vinguda. No obstant això, la ciutat va ser reconquerida el 1535; els anabaptistes van ser torturats fins a la mort, els seus cadàvers van ser exhibits en cistelles de metall (sovint confoses amb gàbies), que encara es poden veure penjant del campanar de l'Església de Sant Lambert.

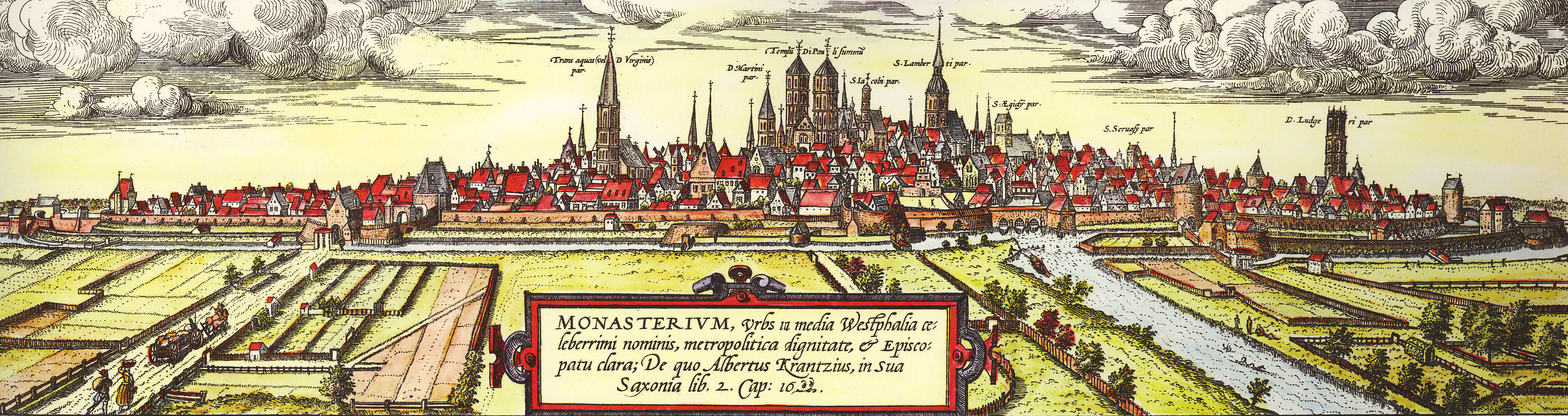
Panoràmica des del sud-oest de Münster el 1570, vista per Remigius Hogenberg. A l'esquerra es troba l'Überwasserkirche, al centre hi ha la catedral de Sant Pau i a la seva dreta l'església de Sant Lambert i, a l'extrem dret hom troba la Ludgerikirche.

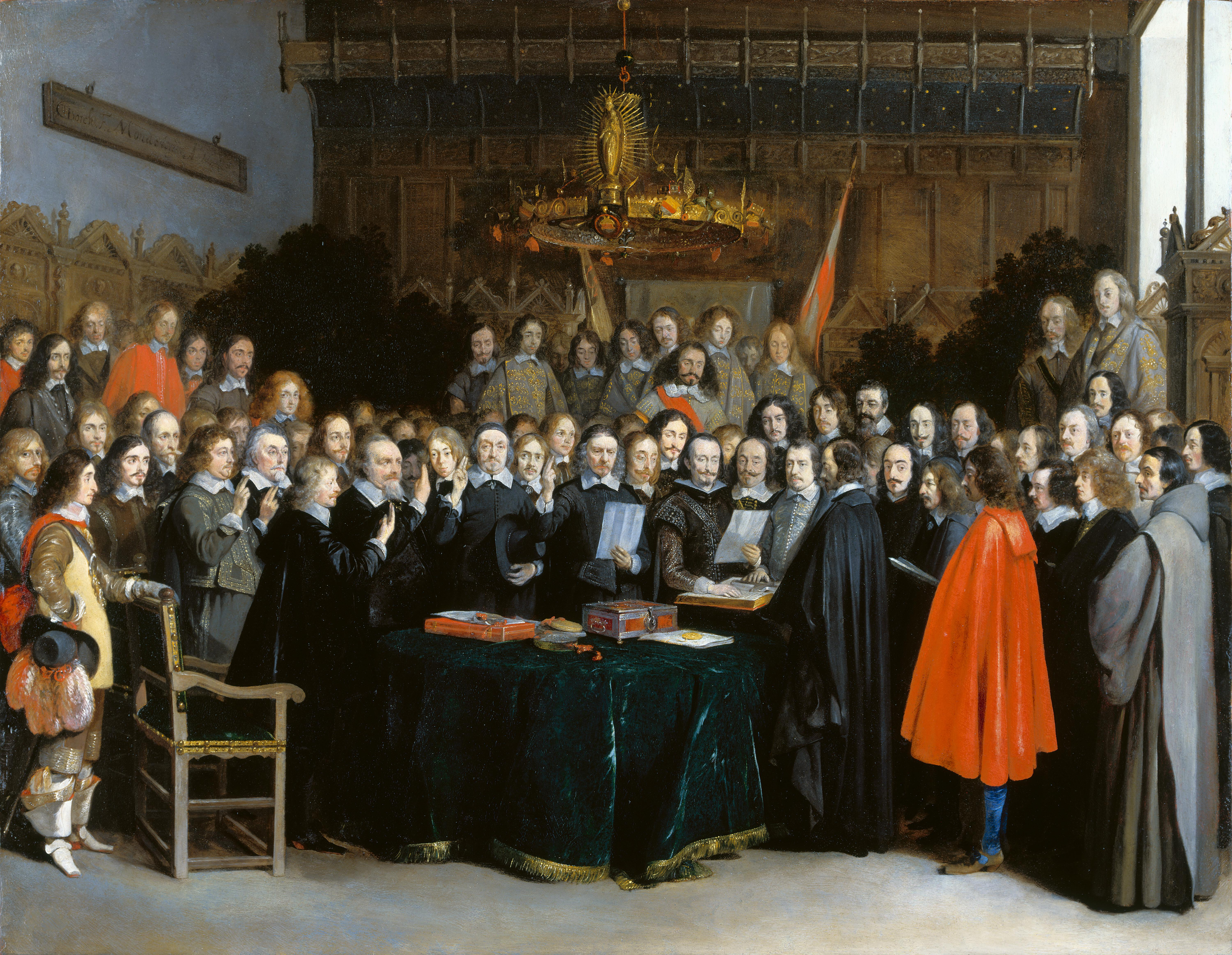
Els enviats convoquen la pau de Münster a la Sala de la Pau.

Part de la signatura de la Pau de Westfàlia del 1648 es va celebrar a Münster. Els tractats que van suposar aquesta signatura van acabar amb la Guerra dels Trenta Anys i la Guerra dels Vuitanta Anys. També van garantir el futur del príncep-bisbe i la diòcesi; l'àrea era exclusivament catòlica romana.

### Segles XVIII, XIX i principis del XX

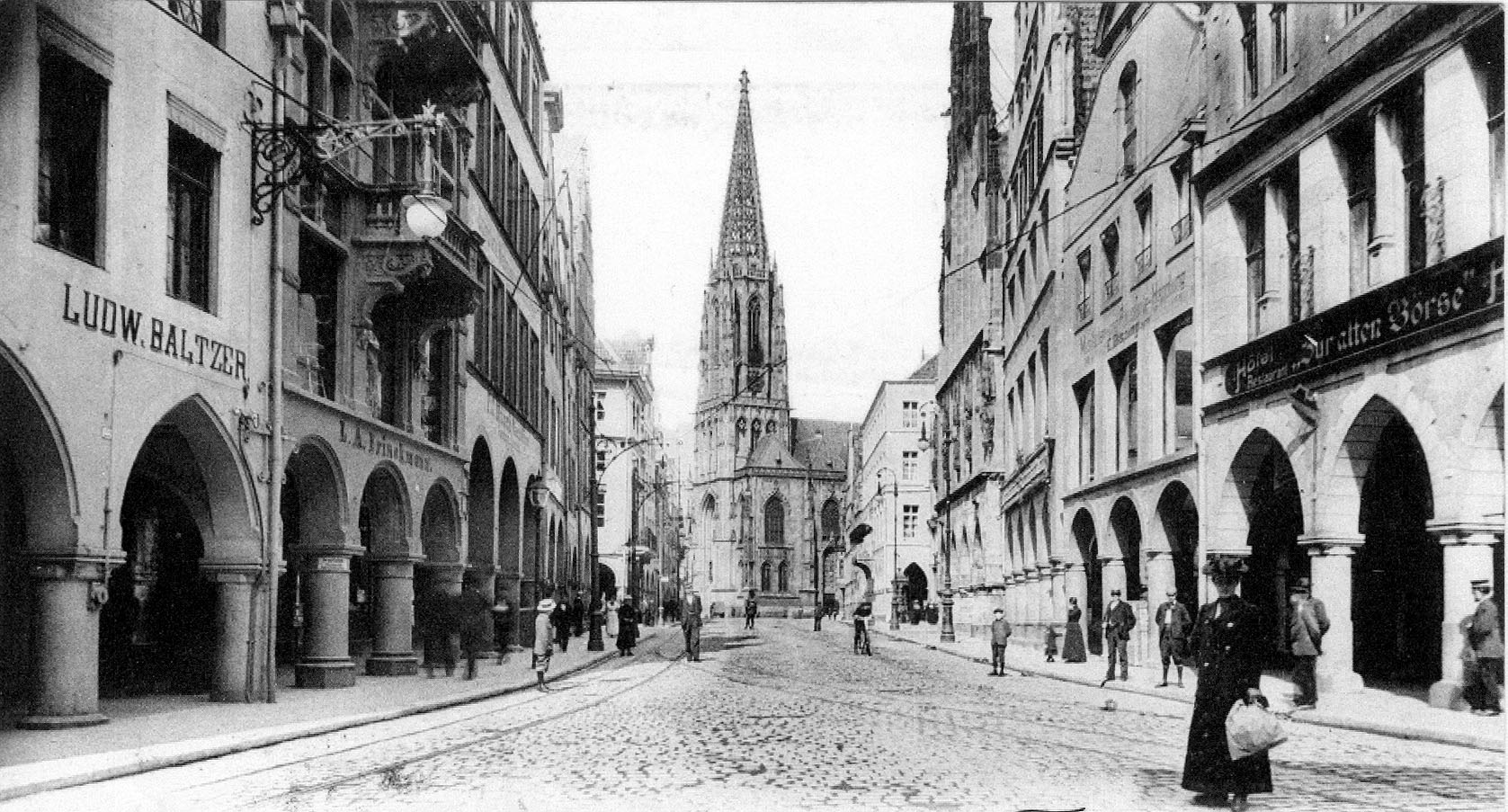
Foto del Prinzipalmarkt el 1900

L'últim palau destacat del període barroc alemany va ser creat segons els plans de Johann Conrad Schlaun. La Universitat de Münster (avui dia anomenada «Westfälische Wilhelms-Universität», WWU) va ser establerta el 1780. Actualment és un important centre europeu d'excel·lència en educació i investigació amb grans facultats en les arts, humanitats, teologia, ciències, negocis i dret. Actualment hi ha uns 40.000 estudiants de primer i tercer cicle inscrits. El 1802 Münster va ser conquerida pel Regne de Prússia durant les Guerres Napoleòniques. També va formar part del Gran Ducat de Berg entre el 1806 i el 1811 i del departament de Lippe del Primer Imperi Francès entre el 1811 i el 1813, abans de tornar en domini prussià. Es va convertir en la capital de la província de Westfàlia de Prússia. Un segle després, el 1899, va començar a operar el port de la ciutat quan la ciutat ser connectada al Canal Dortmund-Ems.

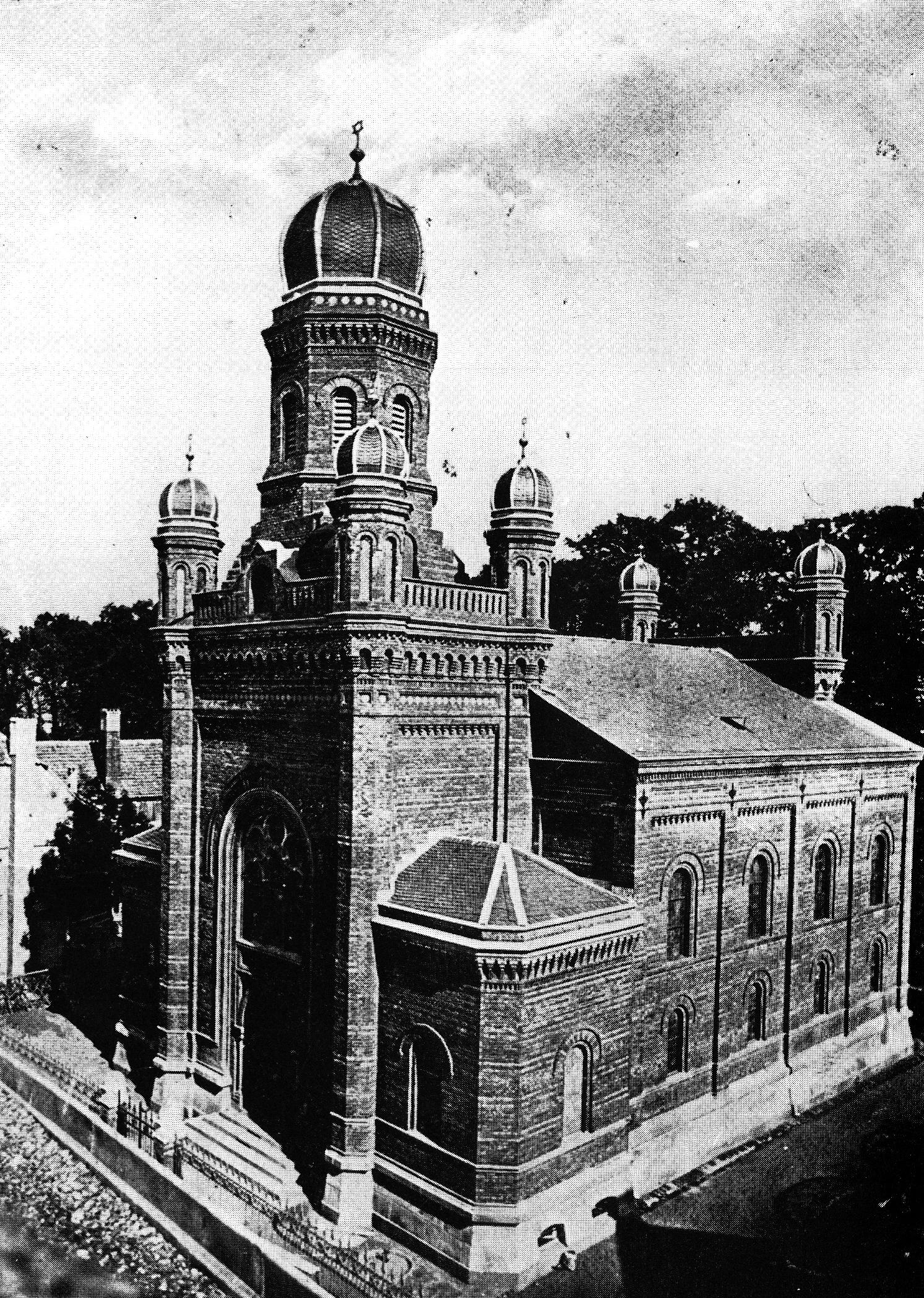
Antiga sinagoga (destruïda durant la Nit dels vidres trencats el 1938)

A causa de l'expansió econòmica de la segona meitat del segle xix i les incorporacions de comunitats veïnes més petites, la població va superar els 100.000 habitants el 1915 i Münster va esdevenir una gran ciutat. Al final de la Primera Guerra Mundial el dia 9 de novembre de 1918, igual que a la capital, Berlín, es va proclamar la República a la Neuplatz. En poc temps, va haver-hi un consell obrer només uns mesos més tard, el febrer de 1919, dirigit pel general Oskar von Watter.
Durant el període del nacionalsocialisme, Münster era la seu administrativa del gau «Westfàlia-Nord» i l'Ordnungspolizei, que era formada per aproximadament 200.000 «agents de seguretat» que van estar involucrats en l'assassinat en massa de jueus, gitanos, homosexuals i altres grups. Com a arreu d'Alemanya, s'hi van produir pogroms, expulsions i assassinats de jueus. Durant la Nit dels vidres trencats (Kristallnacht) el 1938, la matinada del 10 de novembre, la sinagoga va ser incendiada i destruïda, i no va ser fins al 1961 que va ser substituïda per un nou edifici, que va ser inaugurat el 12 de març de 1961. Dels 708 membres de la comunitat jueva que hi havia originàriament el 1933, 299 van ser deportats a camps de concentració, dels quals només 24 van sobreviure. Un total de 280 ciutadans jueus van deixar Münster i van emigrar a l'estranger, set es van suïcidar i quatre van sobreviure al nacionalsocialisme a Münster amagats sota terra. Després de deduir que 77 persones van morir de manera natural durant aquest període, romanen 42 persones el destí de les quals encara no és clar. Des del final de la Segona Guerra Mundial i del nacionalsocialisme, la comunitat jueva ha tornat a créixer, a causa de l'afluència de refugiats jueus de l'antiga Unió Soviètica i té uns 800 fidels.

### Segona Guerra Mundial

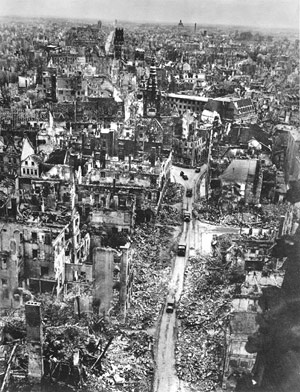
Foto de part de l'àrea del Prinzipalmarkt al voltant de l'Església de Sant Lambert el 1945

Als anys quaranta, el bisbe de Münster, el cardenal Clemens August Graf von Galen, va ser un dels crítics més destacats envers el govern nazi. En represàlia pel seu èxit (The New York Times va qualificar al bisbe von Galen com «l'oponent més obstinat al programa nacionalsocialista anticristià»), Münster va ser fortament custodiada durant la Segona Guerra Mundial, i cinc grans complexos de quarters són encara avui una característica de la ciutat. Münster va ser la seu central (Hauptsitz) del VI Districte Militar (Wehrkreis) de la Wehrmacht alemanya, sota el comandament del General d'infanteria (General der Infanterie) Gerhard Glokke. Originalment composta per Westfàlia i Renània, després de la batalla de França es va ampliar per tal d'incloure-hi el districte d'Eupen-Malmedy de Bèlgica. El quarter general controlava operacions militars a Münster, Essen, Düsseldorf, Wuppertal, Bielefeld, Coesfeld, Paderborn, Herford, Minden, Detmold, Lingen, Osnabrück, Recklinghausen, Gelsenkirchen i Colònia.
Münster va ser l'estació local del VI i XXIII Cos d'Infanteria (Armeekorps), així com dels XXXIII i LVI Panzerkorps. Münster també va ser la seu de la sisena, setzena i vint-i-cinquena Divisions Panzer; la setzena Divisió Panzergrenadier; i la sisena, vint-i-sisena, seixanta-novena, vuitanta-sisena, 106, 126, 196, 199, 211, 227, 253, 254, 264, 306, 326, 329, 336, 371, 385 i 716 Divisions d'Infanteria (Infanterie-division).
Objectiu secundari de la campanya petroliera de la Segona Guerra Mundial, Münster va ser bombardejat el 25 d'octubre de 1944 per 34 bombarders B-24 Liberator desviats, durant una missió a un objectiu principal proper, les centrals tèrmiques de Scholven/Buer a Gelsenkirchen. Al voltant del 91% de la Ciutat vella i el 63% del total de la ciutat van ser destruïts per incursions aèries aliades. La dissetena divisió aeronàutica dels Estats Units, emprada en un paper d'infanteria estàndard i no en paracaigudes, va atacar Münster amb la sisena brigada britànica de tancs de seguretat el 2 d'abril de 1945 en un assalt terrestre i es va obrir camí al centre de la ciutat, que va ser capturat mitjançant combat urbà l'endemà.

### Període de postguerra
Del 1946 al 1998, hi va haver una escola secundària letona a Münster, i el 1947 es va establir a Münster una de les més grans de prop de les 93 biblioteques letones de l'Oest.
A la dècada dels cinquanta es va reconstruir gran part del nucli històric a instàncies de la població, a diferència de moltes altres ciutats alemanyes importants, perquè coincidís amb el seu estat anterior a la guerra, encara que molts dels edificis circumdants van ser substituïts per estructures modernes més barates. Hi va haver també durant diverses dècades una guarnició per a les forces britàniques estacionades a l'Alemanya Occidental.

### Després de la Reunificació

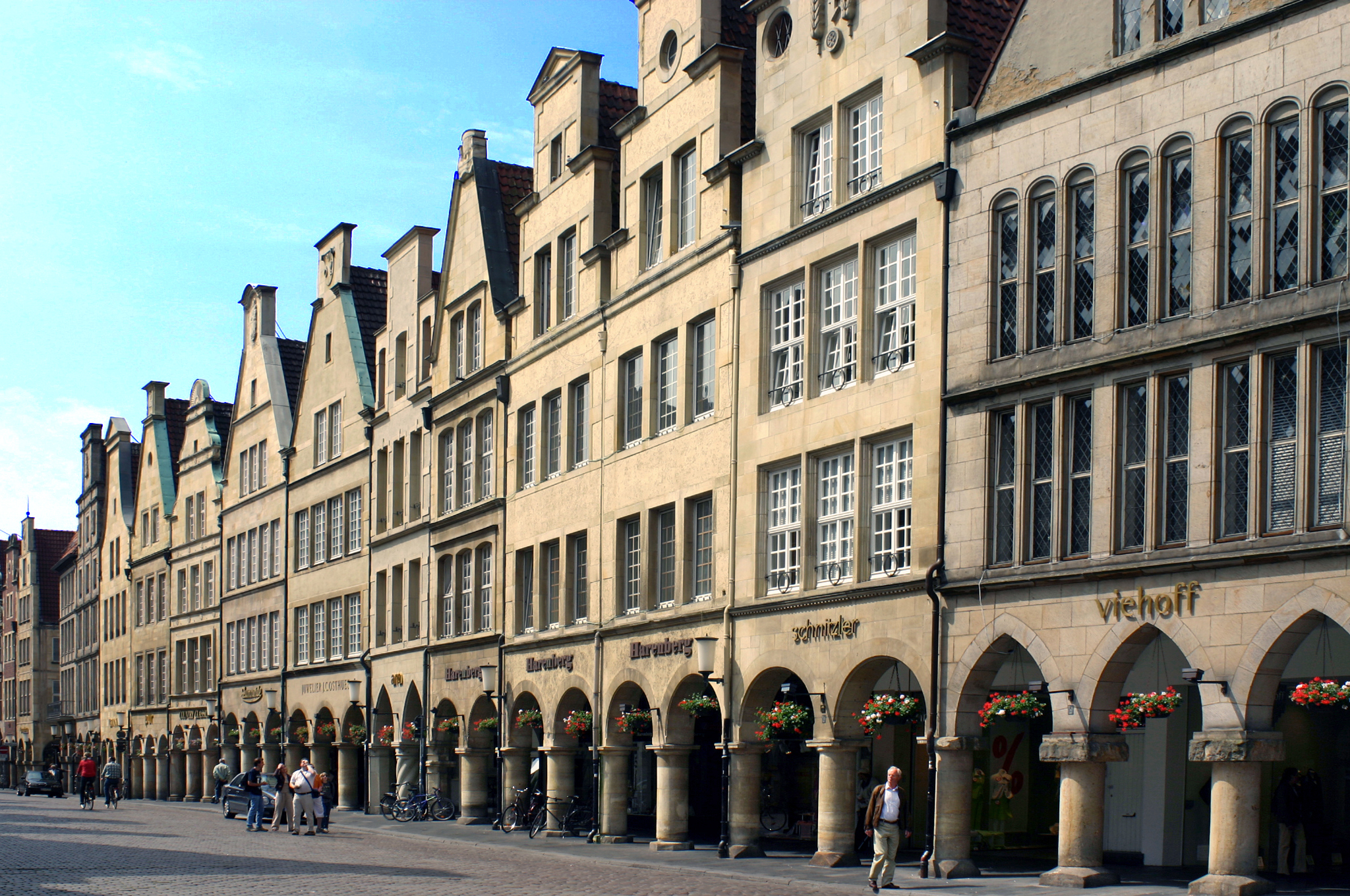
Prinzipalmarkt, 2005.

El 18 de juny de 1990, Hans-Dietrich Genscher i Eduard Shevardnadse es van reunir a l'ajuntament històric de Münster per preparar el Tractat Dos més Quatre, per tal d'aplanar el camí per a la Reunificació. Al mateix temps, la gent de Münster va preparar una recepció entusiasta per als polítics al Prinzipalmarkt, que va commoure clarament a Shevardnadze.
A la darreria de juliol del 2014 es van produir a Münster les tempestes elèctriques més fortes dels darrers anys. En particular, els dies 28 i 29 de juliol, diverses fortes tempestes elèctriques van descarregar successivament per la mateixa zona. La quantitat de precipitació que va caure a Münster va representar un esdeveniment centenari: una estació de l'Oficina de Medi Ambient de l'Estat va reportar una quantitat de 292 l/m² en set hores; tenint en compte que la mitjana de juliol ronda els 69 l/m². Innombrables carrers i cellers van ser inundats i un home va morir a un soterrani inundat. Els danys van resultar en pèrdues de 15 a 20 milions d'euros en edificis i infraestructures urbanes de la ciutat de Münster. El 7 d'abril de 2018, hi va haver un atemptat perpetrat amb un vehicle contra la població al centre de la ciutat, que va causar la mort de quatre persones; el trastornat conductor es va llevar la vida poc després.

## Geografia i clima

### Ubicació

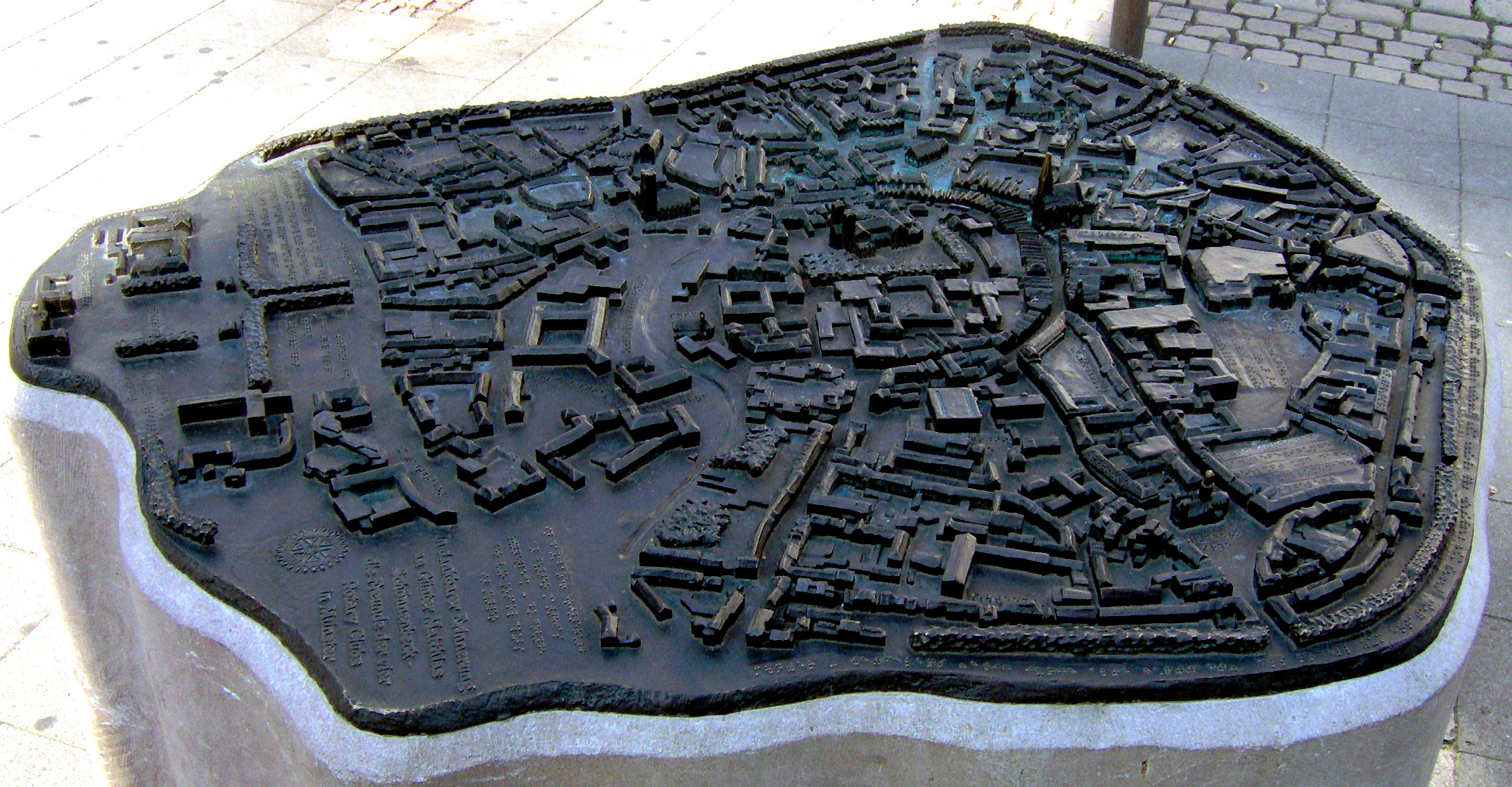
Model en bronze del centre de la ciutat.

Münster es troba a la llera del riu Münstersche Aa, a 15 km al sud de la seva confluència amb l'Ems, a les terres baixes de Westfàlia, un paisatge esquitxat de granges i assentaments dispersos anomenat Münsterland. Els sediments del període glacial de Riss de la cadena muntanyosa coneguda com a «Münsterländer Kiessandzug» travessa la ciutat de nord a sud. El punt més alt és el Mühlenberg al nord-oest de Münster, amb una altitud de 97 metres. El punt més baix és al riu Ems, a 44 metres d'altitud. El centre de la ciutat és a 60 metres d'altura respecte al nivell del mar, mesurat al Prinzipalmarkt davant de l'Ajuntament de Münster.
Entre les ciutats veïnes de Münster destaquen Hamm a 40 km cap al sud-est, Osnabrück a 43 km cap al nord-est, Dortmund a 51 km cap al sud, Bielefeld a 62 km cap a l'est i la ciutat holandesa d'Enschede a 57 km cap al nord-oest.

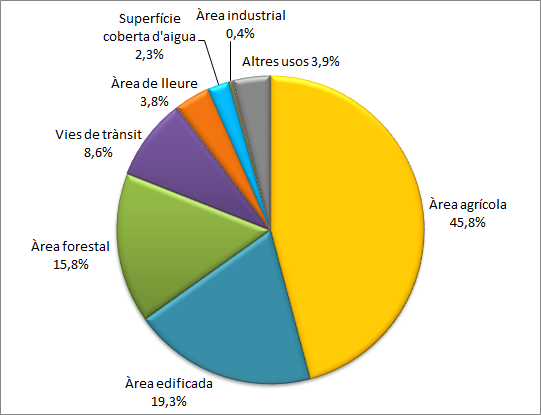
Estructura de la superfície urbana de Münster segons l'ús

Münster és una de les 42 àrees metropolitanes més densament poblades d'Alemanya i una de les ciutats alemanyes més grans en superfície. Això no obstant, el municipi inclou vastes zones rurals, escassament poblades, que foren incorporades al municipi l'any 1975. Així doncs, gairebé la meitat de l'àrea urbana s'utilitza per a l'agricultura, resultant en una baixa densitat de població aproximadament de 900 habitants per km².
Tot i així, en algunes zones de la ciutat, al voltant del centre històric, la densitat de població arriba als 15.000 habitants per km² i si es calcula la densitat de població només en les àrees poblades aquesta és de vora 2.890 habitants per km².
En comparació amb altres ciutats alemanyes, crida l'atenció l'estil constructiu de les cases, edificades en la seva majoria amb maó i coronades amb una teulada de dues aigües rematada en gablet en lloc de ràfec.
La superfície total urbana és de 302,96 km², dividida en 138,81 km² d'àrea agrícola, 58,54 km² d'àrea edificada, 47,98 km² d'àrea forestal, 26,16 km² de vies de trànsit, 11,64 km² d'àrees de lleure, 6,9 km² de superfície coberta d'aigua, 1,18 km² de superfície industrial i 11,74 km² d'àrea destinada a altres usos. El radi permetral és de 107 km, amb una màxima extensió de 24,5 km de nord a sud i de 20,6 km d'est a oest.

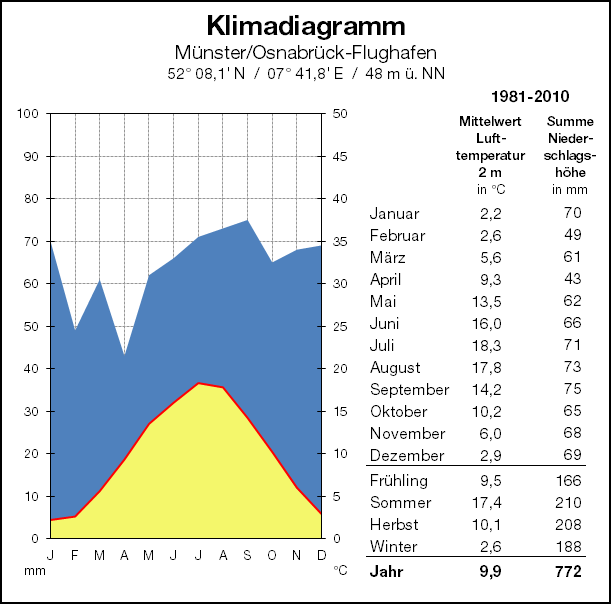
El clima de Münster

### Clima
Una dita coneguda afirma que a Münster «Entweder es regnet oder es läuten die Glocken. Und wenn beides zusammen fällt, dann ist Sonntag» («O plou o toquen les campanes. I si coincideixen ambdues coses, llavors és diumenge»), però en realitat la quantitat de precipitació de la ciutat de prop de 770 mm a l'any (mitjana de 1981-2010) correspon aproximadament a la mitjana d'Alemanya
La percepció que Münster és una de les ciutats on més plou no és causada pas tant per la quantitat absoluta de precipitació caiguda sinó a l'elevat nombre de dies plujosos (mitjana de 190 dies de precipitació per any), sovint amb poca precipitació. La temperatura mitjana és de 9,4 °C amb unes 1.580 hores de sol l'any. Pel que fa a les hores anuals de sol Münster suspèn en comparació amb moltes ciutats del sud i l'est del país. Els hiverns a Münster són relativament suaus en comparació amb el conjunt del país i les nevades cauen de forma esporàdica, mentre que les temperatures estivals corresponen amb la mitjana nacional. La quantitat de precipitació diària més elevada es va registrar el 28 de juliol de 2014: una estació meteorològica del MeteoGroup va registrar 122,2 l/m². L'Agència Estatal de Medi Ambient va registrar en una de les seves estacions de 292 l/m² durant set hores. Les precipitacions rècord van provocar inundacions greus a tota la ciutat i al proper Greven.

### Municipis veïns
La ciutat limita amb les següents ciutats i pobles – anomenats en sentit de les busques del rellotge i començant pel nord-oest: Altenberge i Greven (al Kreis de Steinfurt), Telgte, Everswinkel, Sendenhorst i Drensteinfurt (al Kreis de Warendorf), així com Ascheberg, Senden i Havixbeck (al Kreis de Coesfeld ).

### Districtes i Barris de la ciutat

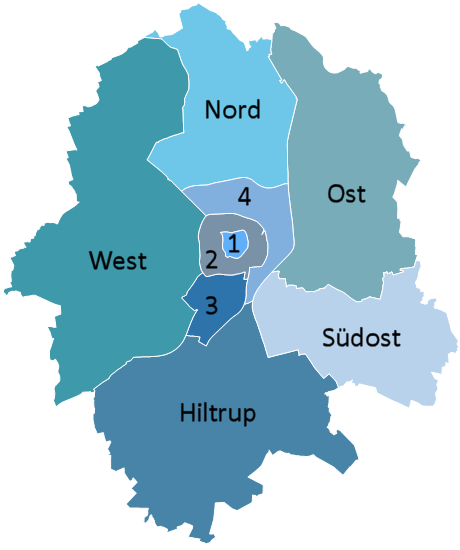
Districtes de la ciutat de Münster (Mitte apareix subdividit en quatre sectors)

A continuació s'enumeren els districtes amb els seus corresponents barris residencials:
- Mitte
  - 1) Sector Altstadt
  - 2) Sector Innenstadtring
  - 3) Sector Mitte-Süd
  - 4) Sector Mitte-Nordost
- West
  - Albachten
  - Gievenbeck
  - Häger
  - Mecklenbeck
  - Nienberge
  - Roxel

- Nord
  - Coerde
  - Kinderhaus
  - Sprakel
- Ost
  - Gelmer
  - Handorf
- Südost
  - Angelmodde
  - Gremmendorf
  - Wolbeck
- Hiltrup
  - Amelsbüren
  - Hiltrup

Els barris dels cinc districtes exteriors inclouen majoritàriament municipis anteriorment independents que amb el pas del temps es varen incorporar a la ciutat de Münster.

## Fills il·lustres
- Kaspar Fürstenau (1722-1819), fou un flautista i compositor.

## Ciutats agermanades
La ciutat de Münster s'ha agermanat amb les següents ciutats en les dates indicades:
- York (Regne Unit), 1957
- Orleans (França), 1960
- Kristiansand (Noruega), 1967
- Monastir (Tunísia) (Tunísia), 1969
- Rixon le-Tsiyyon (Israel), 1981
- Fresno (Estats Units), 1986
- Rjasan (Rússia), 1989
- Mühlhausen (Alemanya), 1990
- Lublin (Polònia), 1991